# Перро, Мариз
Мариз Перро (фр. Maryse Perreault; 4 июня 1964 года в Виндзоре, Квебек) — канадская конькобежка, специализирующаяся в шорт-треке. Участвовала в Олимпийских играх 1988 года. Является многократной чемпионкой мира, в том числе абсолютной в 1982 года.

## Биография
Мариз Перро выросла в семье с четырьмя братьями и сёстрами и начала карьеру конькобежки в 11 лет, когда клуб Шербрука приехал на демонстрацию в Виндзор. Она занималась в клубе конькобежного спорта в Шербруке (CPVS) в течение 6 лет. В 1981 году её взяли в состав национальной сборной Канады, в которой она выступала до 1990 года.
В 1980 году она стала чемпионкой Северной Америки среди юниоров в дисциплине шорт-трек, год спустя впервые участвовала в чемпионате мира в Медоне, где заняла 4-е место в многоборье и одержала победу с партнёрами в эстафете. На чемпионате мира в Монктоне Перро была первой на дистанциях 1500 м и 1000 м, а также 2-й на 500 м. Набрав 16 из 20 возможных очков, она стала третьей чемпионкой мира по шорт-треку Канады в многоборье в возрасте 17 лет.
В общей сложности Перро с 1982 по 1989 год завоевала 14 медалей на дистанциях 500, 1000, 1500 метров. А также 10 медалей в эстафете, из которых 9 золотых и одна серебряная. Кроме абсолютной чемпионки мира 1982 года она была бронзовым призёром чемпионата мира 1983 года и серебряным чемпионата мира 1986 года в Шамони, где поделила 2 место со своей партнёршей по команде Натали Ламбер.
Кроме мировых первенств Перро принимала участие и в зимней Универсиаде 1985 в Беллуно, на которой выиграла бронзу на дистанции 500 метров и серебро на 1500 метров.. На Олимпийских играх 1988 года, когда шорт-трек был демонстрационным видом спорта, Перро заняла 3-е место в эстафете. Она участвовала ещё и на дистанции 500 метров — 31 место, на 1000 — 5, на 1500 — 8 места.
В октябре 1990 года Перро была отстранена от участия в Канадской ассоциации любительского фигурного катания. Тренер Ива Надо отстранил её от сборной, мотивируя тем, что она слишком редко появлялась в тренировочных лагерях. Перро сказала, что по случаю её отставки она считает Надо и его помощника Ги Деньо недостаточно компетентными для своей должности, и она чувствует себя запуганной ими. В следующем месяце, во время пресс-конференции Перро заявила, что завершила карьеру конькобежца. Позже она сожалела о раннем завершении карьеры и говорила о импульсивном решении.

## Карьера тренера
Мариз Перро после завершения карьеры в 1992 году стала личным тренером своей младшей сестры Энни на целых 4-е года. В апреле 1993 года открыла школу фигурного катания в Шербруке, где работает тренером по силовому катанию на коньках. С 1994 по 2009 год преподаватель
школьного совета Шербрукского района.

## Личная жизнь и семья
Она старшая сестра трехкратной олимпийской медалистки Энни Перро и брата Сильвена Перро, члена национальной сборной. Только старшая сестра не бегала на коньках. Ее племянник Николя Перро был членом юниорской сборной Канады, а отец был президентом клуба в течение пяти лет. Мариз обучалась с 1991 по 1994 года в  
университете Шербрука и получила степень бакалавра наук в области физической активности и спорта. Перро замужем за спортивным агентом Стивом Верметте и имеет от него трёх дочерей, две из которых также занимаются в конькобежном клубе Шербрука.

## Награды
- 1990 год — введена в Зал спортивной славы Канады[7]
- 1992 год — введена в Зал славы Канадского Олимпийского комитета
- 2018 год — введена в Зал спортивной Славы Шербрука[8]